# Ladislav Kulhánek
Ladislav Kulhánek (7. května 1898 Strakonice –  18. dubna 1973 Praha) byl český herec, divadelní režisér a překladatel divadelních her.

## Život
Po absolvování střední školy dělal bankovního úředníka. Přitom soukromně u Stanislava Langera studoval herectví. Od roku 1921 se věnoval divadlu. Účinkoval v Tylově divadle v Nuslích, krátce působil v českobudějovickém Jihočeském divadle, pak v Divadle Vlasty Buriana,  v Divadle Akropolis a ve Šandově divadle na Smíchově. V letech 1932 až 1950 působil v Divadle na Vinohradech. V letech 1950 až 1963 působil v Městských divadlech pražských. Od roku 1926 do roku 1961 hrál také ve filmech. Působil též v rozhlase a v televizi.